# Московський державний інститут музики ім. А. Г. Шнітке
Московський державний інститут музики імені Альфреда Шнітке (рос. Московский государственный институт музыки имени Альфреда Шнитке (МГИМ им. А. Г. Шнитке)) — багаторівневий освітній комплекс, який здійснює освітню діяльність за програмами додаткової, середньої, вищої і післядипломної професійної освіти.

## Історія
Попередником інституту вважається 1-ша Народна музична школа при Університеті ім. Шанявського, що відкрилася 28 (15) травня 1918 року. Великий внесок у її організацію внесли Надія Яківна Брюсова (сестра поета В. Я. Брюсова) і Болеслав Леопольдович Яворський. При школі були відкриті основні, додаткові і спеціальні курси загальної музичної освіти, а також відділення російських народних інструментів (1921). Першим директором навчального закладу була А. Г. Кокоріна.
У 1921 році відбувається відділення школи від університету, і до 1923 року вона носить назву Народної музичної школи Краснопресненського району. З 1923 по 1925 роки школа носить назву Музичної школи імені «Червоної Пресні», а в 1926 році навчальний заклад отримав назву Музично-інструкторського технікуму ім. «Червоної Пресні».
У 1929 році до технікуму був приєднаний технікум імені М. А. Римського-Корсакова, і навчальний заклад перетворюється в Державний музично-інструкторський технікум ім. Жовтневої революції. З цього часу до складу технікуму входили наступні відділення: хорове, фортепіанне, народне, смичкових і духових інструментів, вокальне, теоретичне, а також етнографічне та відділення дитячого музичного виховання.
У 1942 році навчальний заклад переходить у відання Управління культури Мосміськвиконкому і отримує нову назву Музичне училище імені Жовтневої революції. В училищі зберігаються всі відділення, окрім етнографічного. У період з 1946 по 1949 роки до складу училища входять народне, диригентсько-хорове, вокальне відділення, клас духових та ударних інструментів, відділення для інвалідів.
У період з 1949 по 1968 рік в училищі функціонують тільки два відділення — народне та хоровий. У цей час на хоровому відділенні з 1949 по 1953 рік навчався композитор А. Г. Шнітке, ім'я якого носить інститут.
Протягом 1968—1992 років в училищі були відновлені музично-теоретичне і вокальне відділення, певний час працювали також відділення естрадне і музичної комедії, але 1982 вони були передані до училища імені Гнєсіних.
В 1992 роках заклад зазнав низки реорганізацій. У 1992 отримав назву «Московське вище музичне училище (коледж)» і отримав як структурний підрозділ ДМШ № 22 ім. Ю. А. Шапорина. В 1993 році перейменований у «Московський державний музичний коледж (виш)» і набув триступеневу систему безперервного професійного навчання: школа — коледж — виш.
У 1996 році навчальний заклад перейменовано в Московський державний інститут музики (МДІМВ). У 1999 році Постановою Уряду Москви інституту присвоєно ім'я А. Г. Шнітке. При інституті відкрито перший у світі Музей Альфреда Шнітке. 2005 найменування закладу було розширене і отримало такий вигляд — Державна освітня установа вищої професійної освіти «Московський державний інститут музики імені А. Г. Шнітке» (рос. Государственное образовательное учреждение высшего профессионального образования «Московский государственный институт музыки имени А. Г. Шнитке»).

## Структура інституту
- Ректорат
- Канцелярія
- Навчальний відділ
- Підготовче відділення
- Сектор виробничої практики
- Відділ науково-дослідної роботи
- «Шнітке-центр»
- Навчально-методичний кабінет
- Центр студентської творчості
- Відділ інформаційного та технічного забезпечення
- Бібліотека
- Редакційно-видавничий відділ
- Відділ кадрів
- бухгалтерія
- Відділ експлуатації навчальних корпусів
- Гуртожиток
- Гардероб
- Їдальня

При інституті працюють:
- Школа ім. Ю. А. Шапоріна.
- Коледж МДІМВ ім. А. Г. Шнітке.
- МДІМВ ім. А. Г. Шнітке
- Аспірантура.